# Сборная Лондона по гэльским играм
Сборная Лондона по гэльским играм, как орган управления — Лондонский совет Гэльской атлетической ассоциации или Совет графства Лондон при Гэльской атлетической ассоциации (англ. London County Board of the Gaelic Athletic Association / London GAA, ирл. Cumann Lúthchleas Gael, Coiste Londain / CLG Coiste Londain), транслитерированное название Лондон ГАА — команда графства Лондон, выступающая в соревнованиях Гэльской атлетической ассоциации. Относится к числу 32 команд графств острова Ирландия, заведует развитием гэльских игр в Большом Лондоне.
Команда Лондона является единственной командой из Великобритании, имеющей право выступать во Всеирландских чемпионатах, и одной из двух неирландских команд (помимо Нью-Йорка), имеющих на то право. Команда Лондона участвует в чемпионате Коннахта по гэльскому футболу (ирландская община Лондона относится номинально именно к провинции Коннахт) и в Кубке Кристи Ринга по хёрлингу.

## Появление сборной
Развитие гэльских видов спорта в Лондоне связано с деятельностью ирландской общины, ядро которой составляли выходцы из Корка. В 1900-е годы Лондон отметился участием в ряде финалов Всеирландских чемпионатов: в трёх по хёрлингу и в пяти по гэльскому футболу, когда сходились чемпион из Ирландии и чемпион из Британии. Однако в активе Лондона всего одна победа в подобных финалах: в 1901 году удалось обыграть Корк в финале по хёрлингу со счётом 1-5 — 0-4. В 1908 году подобный формат был упразднён. В 1896 году сборная Лондона провела матч по шинти-хёрлингу против команды «Лондон Каманакд».
Игрок сборной Лондона Тим Дуди, уроженец местечка Турнафулла (графство Лимерик), в 1901 году установил уникальное достижение, сыграв в один день в финалах и по гэльскому футболу, и по хёрлингу. Ещё один игрок лондонцев, Сэм Магуайр, уроженец Данмануи, был капитаном многих команд, а его именем был назван кубок, вручаемый всеирландским чемпионам по гэльскому футболу.

## Гэльский футбол

### История
С 1975 года сборная Лондона участвует в чемпионате Коннахта, однако за первые 37 лет выступлений лондонцы одержали только одну победу над Литрмом со счётом 0-9 — 0-6. Вторые составы участвуют в чемпионатах Великобритании по гэльскому футболу и хёрлингу. В 1980 году после поражения от Роскоммона команда стала проводить домашние матчи в Райслипе, где трижды была близка к победе — над Литримом в 1987 году, над Слайго в 1988 году и над Роскоммоном в 2005 году. С 1993 года Лондон выступает в Национальной футбольной лиге, отметившись двумя победами, двумя ничьими и двумя поражениями в первом же сезоне. Среди известных игроков сборной выделялся Брайан Грилиш, чей брат Тони выступал за сборную Ирландии по футболу. В 2001 году из-за эпидемии ящура Лондон снялся с чемпионата Коннахта: ему предстояло играть против Мейо. Следующая встреча между ними состоялась только в 2006 году. В июне 2011 года Лондон в овертайме проиграл Мейо в первой встрече чемпионата Коннахта и отправился в квалификацию, где попал на Фермана и сенсационно победил 0-15 — 0-9, одержав первую за 34 года победу и выйдя в следующий раунд на Уотерфорд. В 2013 году Гэльская атлетическая ассоциация запретила сборной Лондона летать в Ирландию для проведения сборов и контрольных матчей, заявив, что тем самым у Лондона появляется несправедливое преимущество в плане подготовки к чемпионату.
Однако именно в 2013 году Лондон добился высшего в масштабах Ирландии достижения по гэльскому футболу: 26 мая впервые с 1977 года лондонцы выиграли матч. В игре против Слайго гол Лоркана Малви принёс Лондону победу со счётом 1-12 — 0-14. На следующий день после игры в Англии были объявлены банковские каникулы, поэтому игроки получили возможность отдохнуть. В полуфинале Лондон в переигровке сумел пройти команду Литрима, а в финале должен был сыграть против Мейо, ради чего для игроков был заказан специальный рейс в Ирландию. Команда, однако, уступила Мейо и отправилась во Всеирландскую квалификацию, попав на Каван, и этот матч был сыгран на Кроук Парк впервые в истории лондонской команды. Каван выиграл со счётом 1-17 — 1-08 и не пустил лондонцев в четвертьфинал Всеирландского чемпионата. Одним из номинантов на попадание в сборную звёзд ГАА оказался игрок лондонцев Лоркан Малви, однако так и не попал туда.
В 2018 году сборная Лондона включила в стартовый состав на игру против Слайго в чемпионате Коннахта шесть коренных лондонцев, чего прежде не случалось, и ещё двух в запас. В 2020 году Лондон по жребию должен начать чемпионат Коннахта с игры против Роскоммона.

### Достижения
- Всеирландские чемпионы среди дублёров[англ.]: 6 раз (1938, 1966, 1969, 1970, 1971, 1986)
- Обладатели Кубка Макграта[англ.]: 1988
- Финалисты чемпионата Коннахта: 2013

### Текущий состав
- Менеджер[англ.]: Майкл Мар
- Тренеры: Крис Бирн, Джозеф Култер, Ноэл Даннинг
- Тренеры по физподготовке: Росс Беннетт, Колм Смит
- Видеоаналитик: Шейн Манган

Заявка на матч против Лаута на матч 1-й раунда Всеирландской квалификации, 10 июня 2018 года
Squad as per London vs Louth in the All Ireland 1st Round Qualifier, Sunday 10 June
| \| Номер \| Имя \| Позиция \| Клуб \| \| ----- \| ----------------- \| --------------------- \| ----------------------- \| \| 1 \| Гэвин Макэвой \| Вратарь \| Тирконнелл Гэлс[англ.] \| \| 2 \| Филип Батлер \| Правый корнер-бэк \| Тирконнелл Гэлс[англ.] \| \| 3 \| Киран Данн \| Фулл-бэк \| Гарриоуэн \| \| 4 \| Конор Мёрфи \| Левый корнер-бэк \| Фулхэм Айриш[англ.] \| \| 5 \| Дэвид Каррадайн \| Правый винг-бэк \| Сент-Кирнанс \| \| 6 \| Райан Джонс \| Центр-бэк \| Сент-Бренданс \| \| 7 \| Патрик Бегли \| Левый винг-бэк \| Сент-Кирнанс \| \| 8 \| Энтони Макдермотт \| Полузащитник \| Тирконнелл Гэлс[англ.] \| \| 9 \| Мартин Кэрролл \| Полузащитник \| Тирконнелл Гэлс[англ.] \| \| 10 \| Эдриан Мойлс \| Правый винг-форвард \| Сент-Кирнанс \| \| 11 \| Марк Гётше[англ.] \| Центр-форвард \| Тирконнелл Гэлс[англ.] \| \| 12 \| Том Уотерс \| Левый винг-форвард \| Сент-Кирнанс \| \| 13 \| Райан Эллиотт \| Правый корнер-форвард \| Тирконнелл Гэлс[англ.] \| \| 14 \| Лиам Гавахан \| Фулл-форвард \| Тирконнелл Гэлс[англ.] \| \| 15 \| Фергал Макмахон \| Левый корнер-форвард \| Сент-Бренданс \| \| 16 \| Дэниел Макдонах \| Вратарь \| ККГ \| \| 17 \| Конор О’Нил \| Левый корнер-бэк \| ККГ \| \| 18 \| Майкл Уолш \| Фулл-бэк \| Тара \| \| 19 \| Дэвид Данн \| Правый винг-бэк \| Сент-Бренданс \| \| 20 \| Джер Бирн \| Полузащитник \| Кухулен \| \| 21 \| Райан Форд \| Полузащитник \| Парнеллс \| \| 22 \| Оуэн Мюррей \| Фулл-форвард \| Тирконнелл Гэлс[англ.] \| \| 23 \| Киллиан Батлер \| Фулл-форвард \| Тирконнелл Гэлс[англ.] \| \| 24 \| Джон Дейли \| Левый винг-форвард \| Сент-Бренданс \| \| 25 \| Лиам Ирвин \| Правый корнер-форвард \| Норт-Лондон Шемрокс \| \| 26 \| Конор Мёрфи \| Левый корнер-форвард \| Томас Маккёртенс[англ.] \| |                   |                       |                     |
| Номер | Имя               | Позиция               | Клуб                |
| 1 | Гэвин Макэвой     | Вратарь               | Тирконнелл Гэлс     |
| 2 | Филип Батлер      | Правый корнер-бэк     | Тирконнелл Гэлс     |
| 3 | Киран Данн        | Фулл-бэк              | Гарриоуэн           |
| 4 | Конор Мёрфи       | Левый корнер-бэк      | Фулхэм Айриш        |
| 5 | Дэвид Каррадайн   | Правый винг-бэк       | Сент-Кирнанс        |
| 6 | Райан Джонс       | Центр-бэк             | Сент-Бренданс       |
| 7 | Патрик Бегли      | Левый винг-бэк        | Сент-Кирнанс        |
| 8 | Энтони Макдермотт | Полузащитник          | Тирконнелл Гэлс     |
| 9 | Мартин Кэрролл    | Полузащитник          | Тирконнелл Гэлс     |
| 10 | Эдриан Мойлс      | Правый винг-форвард   | Сент-Кирнанс        |
| 11 | Марк Гётше        | Центр-форвард         | Тирконнелл Гэлс     |
| 12 | Том Уотерс        | Левый винг-форвард    | Сент-Кирнанс        |
| 13 | Райан Эллиотт     | Правый корнер-форвард | Тирконнелл Гэлс     |
| 14 | Лиам Гавахан      | Фулл-форвард          | Тирконнелл Гэлс     |
| 15 | Фергал Макмахон   | Левый корнер-форвард  | Сент-Бренданс       |
| 16 | Дэниел Макдонах   | Вратарь               | ККГ                 |
| 17 | Конор О’Нил       | Левый корнер-бэк      | ККГ                 |
| 18 | Майкл Уолш        | Фулл-бэк              | Тара                |
| 19 | Дэвид Данн        | Правый винг-бэк       | Сент-Бренданс       |
| 20 | Джер Бирн         | Полузащитник          | Кухулен             |
| 21 | Райан Форд        | Полузащитник          | Парнеллс            |
| 22 | Оуэн Мюррей       | Фулл-форвард          | Тирконнелл Гэлс     |
| 23 | Киллиан Батлер    | Фулл-форвард          | Тирконнелл Гэлс     |
| 24 | Джон Дейли        | Левый винг-форвард    | Сент-Бренданс       |
| 25 | Лиам Ирвин        | Правый корнер-форвард | Норт-Лондон Шемрокс |
| 26 | Конор Мёрфи       | Левый корнер-форвард  | Томас Маккёртенс    |

### Тренеры
| Годы      | Имя                                       | Графство          |
| --------- | ----------------------------------------- | ----------------- |
| 1990      | Том Рош                                   | Керри             |
| 1991      | Падди Корскадден Джон Макпартленд         | Лонгфорд Даун     |
| 1992      | Шеймус Карр                               | Донегол           |
| 1993—1994 | Пи-Джей Макджинли                         | Донегол           |
| 1995—1998 | Пэт Гриффин                               | Керри             |
| 1999—2000 | Томми Макдермотт                          | Донегол           |
| 2001      | Том Рош                                   | Керри             |
| 2002      | Игги Доннелли Пэт Гриффин Дермот О’Брайан | Тирон Керри Лиишь |
| 2002—2003 | Крис Ллойд                                | Лонгфорд          |
| 2004      | Джон Макпартленд                          | Даун              |
| 2005—2010 | Ноэл Даннинг                              | Уэстмит           |
| 2011—2015 | Пол Коггинс                               | Роскоммон         |
| 2016—2019 | Киаран Дили                               | Уэксфорд          |
| 2019—н.в. | Майкл Мар                                 | Лондон            |

## Хёрлинг

### История
В Лондоне сложились сильные традиции хёрлинга. В 1901 году Лондон одержал единственную пока свою победу во Всеирландском чемпионате по хёрлингу, победив Корк, а в 1973 году в четвертьфинале Всеирландского чемпионата одержал один из последних на текущий момент успехов, выбив Голуэй со счётом 4-7 — 3-5 и имея при этом шесть уроженцев Голуэя в своём составе )из них отличились Фрэнк Каннинг и Ленни Бёрк, трижды забившие голы в ворота). С 1985 по 1995 годы среди команд «Б» Лондон выиграл пять чемпионатов Ирландии, отметившись ещё пятью победами в чемпионате дублей.
В Национальной лиге хёрлинга он выступает во 2-м дивизионе, опережая около половины ирландских графств и не играя роль «мальчиков для битья», как в гэльском футболе. В 2005 году Лондон выиграл первый розыгрыш кубка Никки Ракарда, разгромив сборную Лаута с разницей в 15 очков; в 2012 году выиграл Кубок Кристи Ринга и получил право выступать во Всеирландском чемпионате, однако там потерпел неудачу и выбыл снова в Кубок Кристи Ринга. С 2013 года выступает также в чемпионате Ленстера.
Действующий наставник команды — Шейн Келли.

### Достижения
- Всеирландские чемпионы[англ.]: 1901
- Всеирландские чемпионы Б: 1985, 1987, 1988, 1990, 1995
- Всеирландские чемпионы среди дублёров[англ.]: 1938, 1949, 1959, 1960, 1963
- Обладатели кубка Кристи Ринга[англ.]: 2012
- Обладатели кубка Никки Ракарда[англ.]: 2005, 2011
- Обладатели кубка Кехоу[англ.]: 1987, 1988

## Женский гэльский футбол

### История
Женский гэльский футбол развивается в Лондоне такими же темпами, как и в графствах Ирландии. Чемпионами Лондона являются «Парнеллс», чемпионами среди дублёров — «Фулхэм Айриш». Женские секции при клубах по гэльским играм существуют почти везде. Ведущими женскими командами являются «Томас Маккёртенс», «Парнеллс», «Керри Кингдом Гэлс», «Фрайар Мёрфис», «Холлоуэй Гэлс» и «Тараз». Среди дублёров выделяются «Фулхэм Айриш», «Клонбони», второй состав «Тараз», «Кладдах Гэлс» из Лутона и «Далвич Харпс», а также «Сент-Энтонис» из Рединга (с 2011 года).

### Достижения
- Всеирландские чемпионки среди дублёров[англ.]: 1993, 2008

## Список клубов Лондона по гэльским играм
- Ку Хулинс
- Томас Маккёртенс
- Фулхэм Айриш[англ.]
- Сент-Гэбриэлс (хёрлинг)
- Нисден Гэлс
- Клонбони
- Холлоуэй Гэлс
- Майкл Касакс
- Кингдом Керри Гэлс[англ.]
- Сент-Кларетс
- Тара (камоги)
- Эйре Ог
- Сент-Энтони (Рединг)
- Роберт Эмметтс
- Нив Патрик[англ.]